# Elecciones generales de Belice de 2003
El 5 de marzo de 2003 se celebró una elección general en Belice. Los beliceños eligieron a 29 miembros de la Cámara de Representantes para un período de cinco años.
El gobernante Partido Unido del Pueblo (PUP) resultó victorioso con un 53,16% de los votos y 22 escaños, lo cual sin embargo representó un retroceso considerable respecto a la elección anterior. La participación electoral fue de un 77.18%.
Said Musa se mantuvo como Primer Ministro.

## Resultados
| Partido                                     | Votos   | %     | Escaños | +/- |
| ------------------------------------------- | ------- | ----- | ------- | --- |
| Partido Unido del Pueblo                    | 52,934  | 53.16 | 22      | -4  |
| Partido Demócrata Unido                     | 45,376  | 45.57 | 7       | +4  |
| Independientes                              | 1,260   | 1.27  | 0       | 0   |
| Votos en blanco/inválidos                   | 867     | -     | -       | -   |
| Total                                       | 121,168 | 100   | 29      | 0   |
| Fuente: Elections and Boundaries Department |         |       |         |     |